# Elisabethwarte

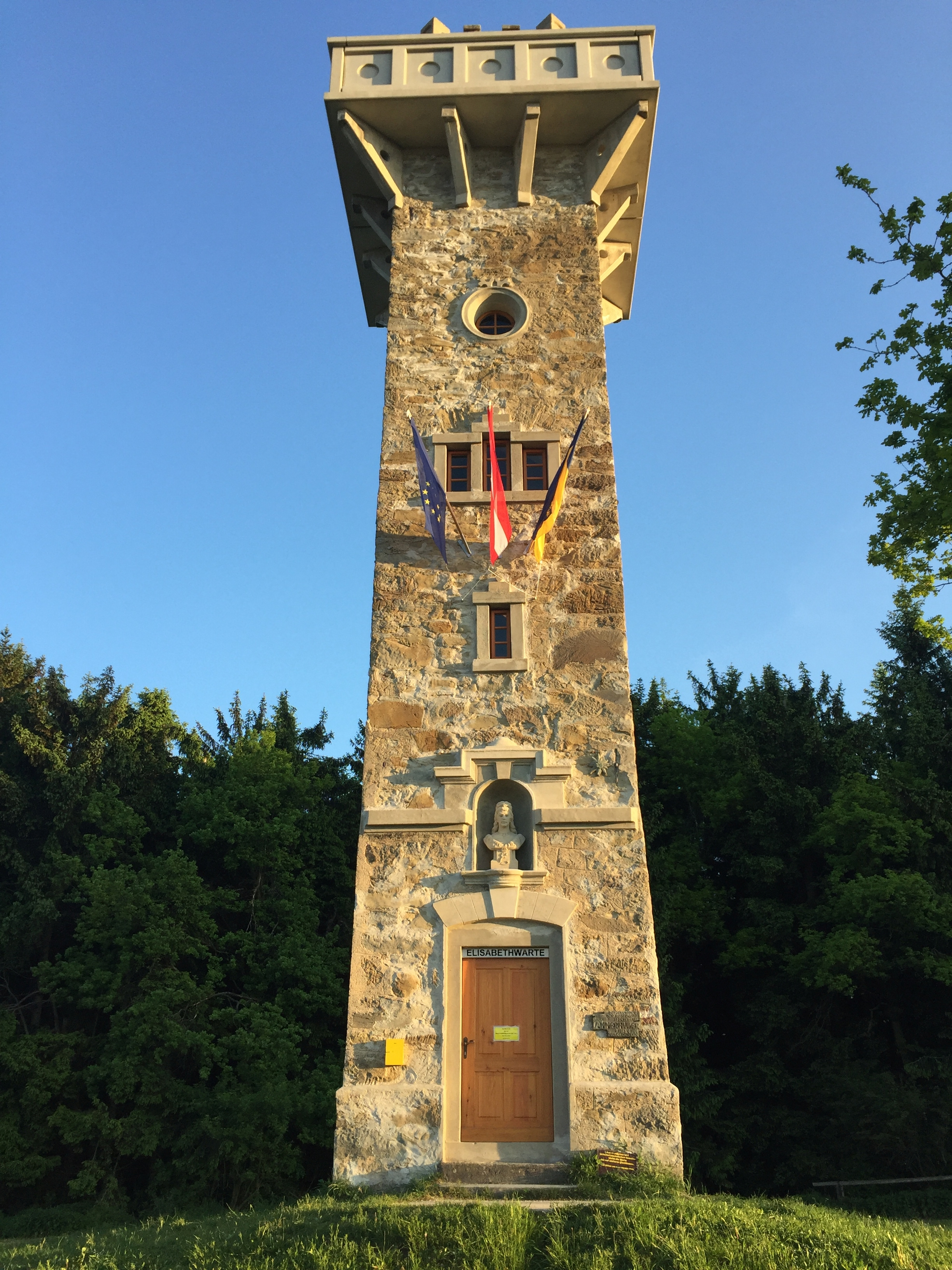
Elisabethwarte (nach der Sanierung im Frühjahr 2017)

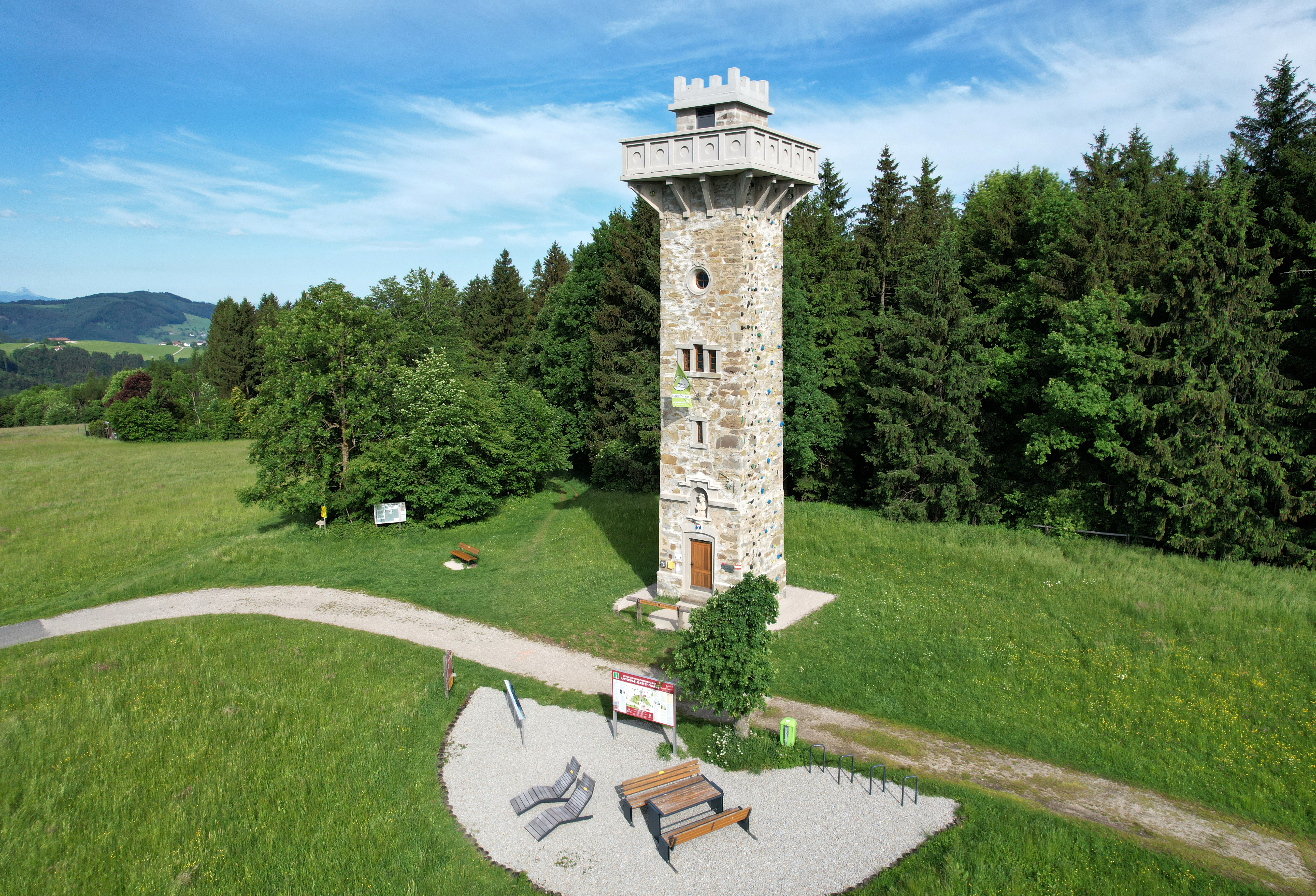
Elisabethwarte (2022)

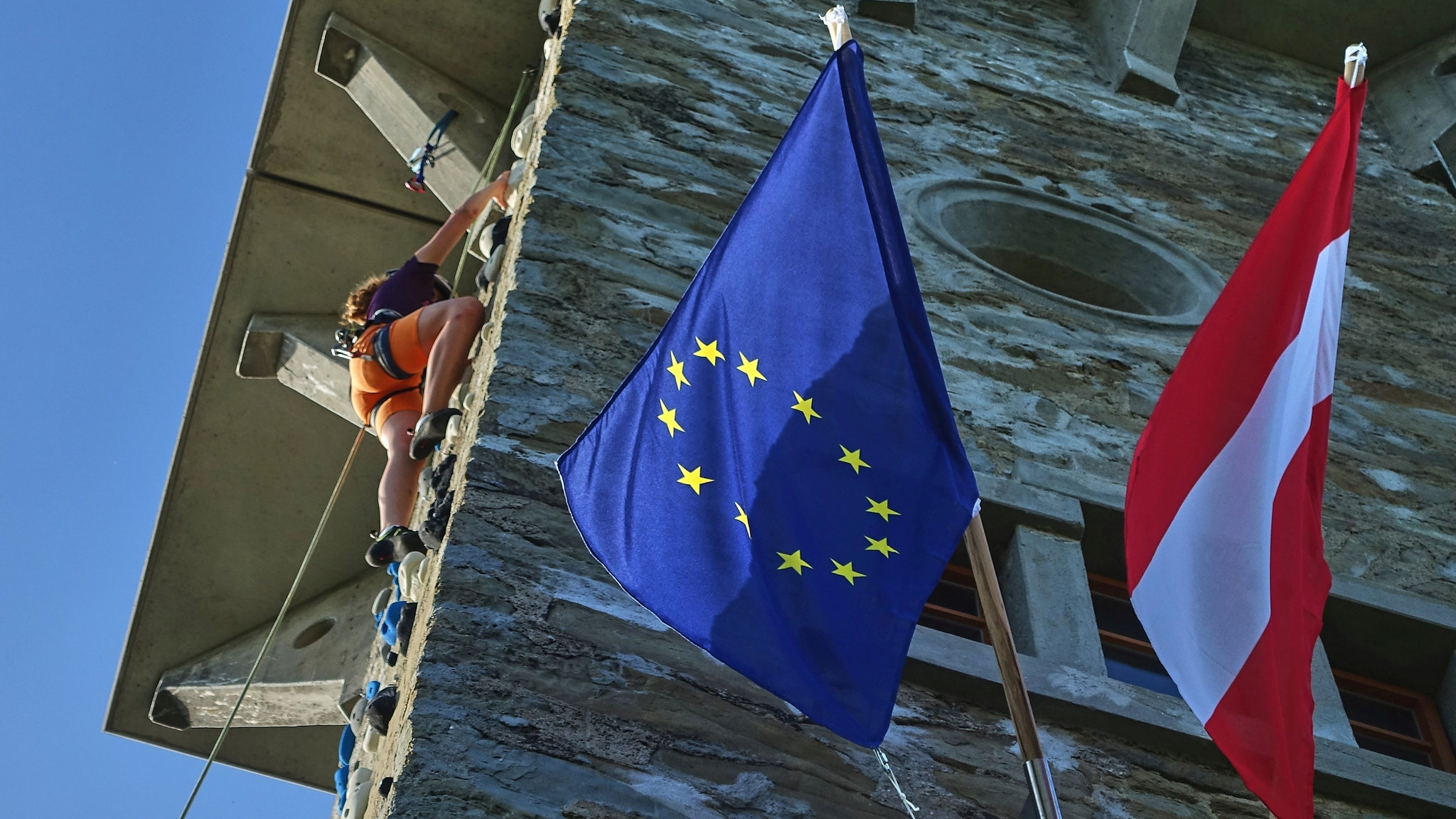
Rock the Sissi – Kinder beim Klettern auf der Süd-Ost-Wand der Aussichtswarte

Die Elisabethwarte ist eine 18,5 m hohe Aussichtswarte am Plattenberg (750 m) im Ortsteil Grub der niederösterreichischen Gemeinde Weistrach, unweit von Kürnberg. Die Warte ist in der ÖK 50 namentlich verzeichnet und wird im Dehio Niederösterreich südlich der Donau 2003 kurz beschrieben.

## Geschichte
Schon im 19. Jahrhundert hatte es auf dem Plattenberg eine einfache hölzerne Warte gegeben. Die heutige Elisabethwarte wurde am 23. September 1900 eröffnet. Sie wurde nach Kaiserin Elisabeth benannt, die 1898 ermordet worden war. Die Warte wurde vom Österreichischen Touristenclub, Sektion St. Peter / Seitenstetten, errichtet, und 1976 dem Österreichischen Alpenverein, Sektion St. Peter in der Au, übergeben. Insgesamt 82 Stufen führen auf die Aussichtsplattform, von der man einen einzigartigen Blick über das Alpenvorland hat: Vom Toten Gebirge im Süden bis ins Donautal reicht die Sicht, und bei gutem Wetter kann man Linz sehen.
Die Warte ist ein 5-geschoßiger zinnenbekrönter Turm. Über dem Portal befindet sich eine vom akademischen Bildhauer Paul Kohl angefertigte Büste der Kaiserin Elisabeth.
Im Zuge eines Leader-Projektes mit dem Projektnamen Rock the Sissi, wurde die Warte im Frühjahr 2017 nicht nur saniert, sondern auch zu einem auf drei Seiten bekletterbaren Turm erweitert. Des Weiteren wurden im Zuge des Projektes ein touristisches Konzept erarbeitet, mit dem Ziel die ländliche Region rund um die Elisabethwarte besser touristisch zu erschließen.

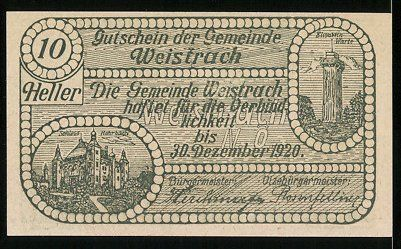
Notgeld der GM Weistrach (Rückseite) aus dem Jahre 1920 mit einer Zeichnung der Kaiserin-Elisabethwarte vom Plattenberg
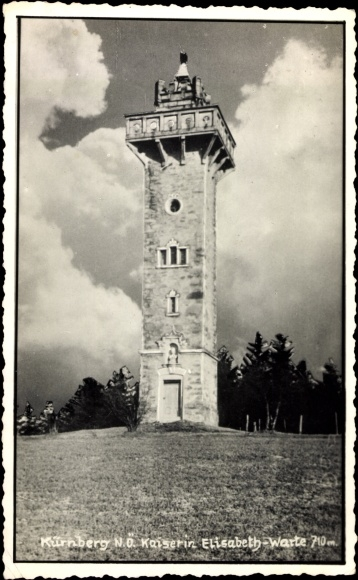
Historische Ansicht der Kaiserin-Elisabethwarte am Plattenberg